# Nina Dyer

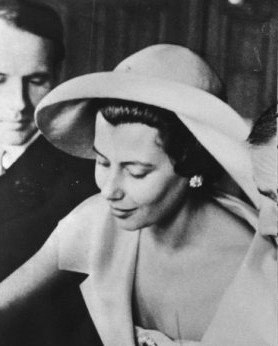
Nina Dyer (1957)

Nina Sheila Dyer (Colombo, 15 februari 1930 – Garches, 3 juli 1965) was een Brits model en societyfiguur.
Dyer was de dochter van een Britse theeplantage-eigenaar in Brits-Ceylon. Na de dood van haar vader in 1945 kwam ze naar Londen. Hier begon ze haar modelloopbaan, maar al snel vertrok ze naar Parijs, waar ze onder de hoede van couturier Pierre Balmain carrière maakte. Dyer was een graag geziene gaste bij de jetset aan de Franse Rivièra, en trouwde in 1954 met staalindustrieel en kunstverzamelaar Hans Heinrich Thyssen-Bornemisza. De relatie hield echter maar kort stand en de scheiding werd formeel in 1956 uitgesproken.
Vervolgens trouwde Dyer in 1957 met de Iraanse prins Sadruddin Aga Khan en werd daarmee aangesproken als prinses Sjirin. Ook dit huwelijk hield geen stand; in 1960 gingen Dyer en Khan uit elkaar en in 1962 werd de scheiding uitgesproken. Dyer trok zich terug in een woning in het dorpje Garches, ten westen van Parijs. Ze overleed in juli 1965 aan een overdosis slaappillen en werd op 7 juli 1965 in stilte begraven op het dorpskerkhof van Garches. Haar erfenis ging naar organisaties die zich bezighouden met dierenbescherming.
- Gemeinsame Normdatei: 1165337185
- Virtual International Authority File: 4070153532465148820007
- WorldCat: E39PBJpYyKRB7dDm8m4P6x4rMP